# U-53 (tàu ngầm Đức) (1939)
U-53 là một tàu ngầm tấn công  Lớp Type VII thuộc phân lớp Type VIIB được Hải quân Đức Quốc Xã chế tạo trước Chiến tranh Thế giới thứ hai. Nhập biên chế năm 1939, nó đã thực hiện được ba chuyến tuần tra và đánh chìm được bảy tàu buôn với tổng tải trọng 27.316 GRT, cùng gây hư hại cho một tàu buôn tải trọng 8.022 GRT. U-53 bị tàu khu trục Anh HMS Gurkha đánh chìm gần quần đảo Orkney vào ngày 24 tháng 2, 1940.

## Thiết kế và chế tạo

### Thiết kế
Phân lớp VIIB của Tàu ngầm Type VII là một phiên bản VIIA được mở rộng. Chúng có trọng lượng choán nước 753 t (741 tấn Anh) khi nổi và 857 t (843 tấn Anh) khi lặn). Con tàu có chiều dài chung 66,50 m (218 ft 2 in), lớp vỏ trong chịu áp lực dài 48,80 m (160 ft 1 in), mạn tàu rộng 6,20 m (20 ft 4 in), chiều cao 9,50 m (31 ft 2 in) và mớn nước 4,74 m (15 ft 7 in).
Chúng trang bị hai động cơ diesel Germaniawerft F46 6-xy lanh 4 thì, tổng công suất 2.800–3.200 PS (2.100–2.400 kW; 2.800–3.200 bhp), dẫn động hai trục chân vịt đường kính 1,23 m (4,0 ft), cho phép đạt tốc độ tối đa 17,9 kn (33,2 km/h), và tầm hoạt động tối đa 8.700 nmi (16.100 km) khi đi tốc độ đường trường 10 kn (19 km/h). Khi đi ngầm dưới nước, chúng sử dụng hai động cơ/máy phát điện Brown, Boveri & Cie GG UB 720/8 tổng công suất 750 PS (550 kW; 740 shp). Tốc độ tối đa khi lặn là 8 kn (15 km/h), và tầm hoạt động 90 nmi (170 km) ở tốc độ 4 kn (7,4 km/h). Con tàu có khả năng lặn sâu đến 230 m (750 ft).
Vũ khí trang bị có năm ống phóng ngư lôi 53,3 cm (21 in), bao gồm bốn ống trước mũi và một ống phía đuôi, và mang theo tổng cộng 14 quả ngư lôi, hoặc tối đa 22 quả thủy lôi TMA, hoặc 33 quả TMB. Tàu ngầm Type VIIB bố trí một hải pháo 8,8 cm SK C/35 cùng một pháo phòng không 2 cm (0,79 in) trên boong tàu. Thủy thủ đoàn bao gồm 4 sĩ quan và 40-56 thủy thủ.

### Chế tạo
U-53 được đặt hàng vào ngày 15 tháng 5, 1937, và được đặt lườn tại xưởng tàu của hãng Friedrich Krupp Germaniawerft tại Kiel vào ngày 13 tháng 3, 1937. Nó được hạ thủy vào ngày 6 tháng 5, 1939, và nhập biên chế cùng Hải quân Đức Quốc Xã vào ngày 24 tháng 6, 1939 dưới quyền chỉ huy của Hạm trưởng, Trung úy Hải quân Dietrich Knorr.

## Lịch sử hoạt động

### 1939

#### Chuyến tuần tra thứ nhất
Khi mâu thuẫn với Ba Lan có nguy cơ bùng nổ thành xung đột, dưới quyền chỉ huy của Đại úy Hải quân Ernst-Günter Heinicke, và có mặt Thiếu tá Hải quân Ernst Sobe Tư lệnh Chi hạm đội Tàu ngầm 7 trên tàu, U-53 xuất phát từ cảng Wilhelmshaven vào ngày 29 tháng 8, 1939, trước khi Thế Chiến II chính thức diễn ra vào ngày 1 tháng 9, nhằm cho phép nó tấn công tàu bè đối phương ngay khi xung đột bắt đầu. Chiếc tàu ngầm tiến vào Bắc Hải, rồi băng qua khe GIUK giữa Scotland và quần đảo Faroe để vòng qua quần đảo Anh. Nó đi đến khu vực tuần tra được chỉ định về phía Tây Nam Ireland, nơi nó đánh chìm tàu chở dầu Anh SS Cheyenne và tàu buôn Anh SS Kafiristan vào các ngày 15 và 17 tháng 9 tương ứng.
Cùng ngày 17 tháng 9, máy bay ném bom-ngư lôi Fairey Swordfish xuất phát từ tàu sân bay Anh HMS Courageous đã tấn công U-53, buộc chiếc tàu ngầm phải lặn khẩn cấp để né tránh. Một số pháo thủ bị bỏ lại trên sàn tàu lúc U-53 lặn xuống đã tử trận. Chiếc tàu ngầm kết thúc chuyến tuần tra và quay trở về Kiel vào ngày 30 tháng 9.

#### Chuyến tuần tra thứ hai
U-52 khởi hành từ Kiel vào ngày 21 tháng 10 cho chuyến tuần tra thứ hai, nhưng đã không đánh chìm được mục tiêu nào trong chuyến này.  Nó được lệnh cùng các tàu ngầm U-25 và U-26 xâm nhập qua eo biển Gibraltar để đánh phá tàu bè Đồng Minh trong Địa Trung Hải. Đối mặt với hoạt động tuần tra dày đặc của đối phương tại vùng eo biển, Đại úy Heinicke đã không liều lĩnh vượt qua hàng rào phòng thủ của đối phương. Khi U-53 quay trở về Kiel vào ngày 30 tháng 11, Đại úy Heinicke bị điều sang tàu buôn vũ trang Widder.

### 1940

#### Chuyến tuần tra thứ ba - Bị mất
Thiếu tá Hải quân Harald Grosse tiếp nhận chỉ huy U-53 cho chuyến tuần tra thứ ba, cũng là chuyến cuối cùng. Chiếc tàu ngầm xuất phát từ Wilhelmshaven vào ngày 2 tháng 2, 1940, và trong giai đoạn từ ngày 11 đến ngày 18 tháng 2 đã liên tiếp đánh chìm sáu tàu buôn với tổng tải trọng 21.230 GRT. Trong số này có tàu buôn Banderas mang cờ Tây Ban Nha trung lập, nên sự kiện này đã làm căng thẳng quan hệ ngoại giao giữa Đức và Tây Ban Nha.
Vào ngày 23 tháng 2, hoặc 24 tháng 2, U-53 bị tàu khu trục Anh HMS Gurkha thả mìn sâu đánh chìm gần quần đảo Orkney, Scotland, tại tọa độ 60°32′B 06°14′T / 60,533°B 6,233°T. Toàn bộ 42 thành viên thủy thủ đoàn đều đã tử trận.

### Tóm tắt chiến công
U-53 đã đánh chìm được bảy tàu buôn với tổng tải trọng 27.316 GRT, cùng gây hư hại cho một tàu buôn tải trọng 8.022 GRT:
| Ngày             | Tên tàu            | Quốc tịch      | Tải trọng | Số phận      |
| ---------------- | ------------------ | -------------- | --------- | ------------ |
| 15 tháng 9, 1939 | Cheyenne           | United Kingdom | 8.825     | Bị đánh chìm |
| 17 tháng 9, 1939 | Kafiristan         | United Kingdom | 5.193     | Bị đánh chìm |
| 11 tháng 2, 1940 | Imperial Transport | United Kingdom | 8.022     | Bị hư hại    |
| 11 tháng 2, 1940 | Snestad            | Norway         | 4.114     | Bị đánh chìm |
| 12 tháng 2, 1940 | Dalarö             | Sweden         | 3.927     | Bị đánh chìm |
| 13 tháng 2, 1940 | Norna              | Sweden         | 1.022     | Bị đánh chìm |
| 14 tháng 2, 1940 | Martin Goldschmidt | Denmark        | 2.095     | Bị đánh chìm |
| 18 tháng 2, 1940 | Banderas           | Spain          | 2.140     | Bị đánh chìm |